# Peatnîceanî, Cemerivți
Peatnîceanî (în ucraineană П'ятничани) este o comună în raionul Cemerivți, regiunea Hmelnîțkîi, Ucraina, formată numai din satul de reședință.

## Demografie
Componența lingvistică a comunei Peatnîceanî
     Ucraineană (97,69%)
     Rusă (1,82%)
     Alte limbi (0,5%)
Conform recensământului din 2001, majoritatea populației comunei Peatnîceanî era vorbitoare de ucraineană (97,69%), existând în minoritate și vorbitori de rusă (1,82%).